# Gaston de Saporta
Louis Charles Joseph Gaston de Saporta, född 28 juli 1823 i Saint-Zacharie, departementet Var, död 26 januari 1895 i Aix-en-Provence, var en fransk markis och paleontolog.
Saporta, till en början under en kort period verksam som militär, skrev en mängd paleobotaniska arbeten, som hade ganska stor betydelse för kunskapen om växtvärldens historia. Han behandlade juraväxterna i "Paléontologie française" (Terrain jurassique, 2:me série, végétaux, fyra band text och fyra band atlas, 1872- 91), beskrev Portugals mesozoiska flora (Flore fossile du Portugal, 1894), kritfloran vid Gelinden i Limburg, Belgien (tillsammans med Antoine-Fortuné Marion, Sur l’etat de la vegetation à l’époque des marnes heersiennes de Gelinden, 1873, omarbetning 1878), den tertiära floran vid Aix-en-Provence och andra lokaler i södra Frankrike och publicerade dessutom en mängd smärre uppsatser om växtfossil från olika formationer.
I två stora polemiska arbeten (À propos des algues fossiles, 1882, och Les organismes problématiques des anciens mers, 1884) försökte han mot Alfred Nathorst försvara den vegetabiliska naturen hos åtskilliga föremål, som av Nathorst tolkats som spår av evertebrater eller andra rent mekaniska bildningar. Av hans för en större allmänhet avsedda arbeten kan nämnas Le monde des plantes avant l’apparition de l’homme (1878), L’évolution du régne végétal (tillsammans med Marion, tre band, 1881-85), Origine paléontologique des arbres cultivés (1888) m.fl. Han var korresponderande ledamot av Institut de France (1876).